# Liste der Baudenkmale in Oldenburg (Oldb) – Ofener Straße
In der Liste der Baudenkmale in Oldenburg (Oldb) – Ofener Straße stehen alle Baudenkmale der Ofener Straße in Oldenburg (Oldb).  Die Quelle der IDs und der Beschreibungen ist der Denkmalatlas Niedersachsen.
Der Stand der Liste ist das Jahr 2022(19).

## Allgemein
In den Spalten befinden sich folgende Informationen:
- Lage: die Adresse des Baudenkmales und die geographischen Koordinaten. Kartenansicht, um Koordinaten zu setzen. In der Kartenansicht sind Baudenkmale ohne Koordinaten mit einem roten Marker dargestellt und können in der Karte gesetzt werden. Baudenkmale ohne Bild sind mit einem blauen Marker gekennzeichnet, Baudenkmale mit Bild mit einem grünen Marker.
- Bezeichnung: Bezeichnung des Baudenkmales
- Beschreibung: die Beschreibung des Baudenkmales. Unter § 3 Abs. 2 NDSchG werden Einzeldenkmale und unter § 3 Abs. 3 NDSchG Gruppen baulicher Anlagen und deren Bestandteile ausgewiesen.
- ID: die Objekt-ID des Baudenkmales
- Bild: ein Bild des Baudenkmales, ggf. zusätzlich mit einem Link zu weiteren Fotos des Baudenkmals im Medienarchiv Wikimedia Commons. Wenn man auf das Kamerasymbol klickt, können Fotos zu Baudenkmalen aus dieser Liste hochgeladen werden:

Zurück zur Hauptliste
| Lage                                        | Bezeichnung                         | Beschreibung | ID       | Bild |
| ------------------------------------------- | ----------------------------------- | --- | -------- | ---- |
| Ofener Straße 1 53° 8′ 30″ N, 8° 12′ 25″ O  | Wohnhaus                            | 1894 von Architekt Carl Spieske errichtete Wohnhaus für den Prediger der Methodistengemeinde. Umbau 1909. | 37443090 | BW   |
| Ofener Straße 2 53° 8′ 30″ N, 8° 12′ 24″ O  | Wohnhaus                            | 1895/96 von dem Architekten Carl Spieske als eigenes Wohnhaus errichtet. | 37443113 | BW   |
| Ofener Straße 3 53° 8′ 30″ N, 8° 12′ 23″ O  | Wohnhaus                            | 1894 von Carl Spieske errichtet. | 37443135 | BW   |
| Ofener Straße 4 53° 8′ 30″ N, 8° 12′ 22″ O  | Wohnhaus                            | Zweieinhalbgeschossiges Wohnhaus unter Walmdach. Im Kern von 1839 und gehört damit zur Erstbebauung der Ofener Straße. Umbauten 1876 (Architekt: Gerhard Schnitger) und 1906. | 37443157 | BW   |
| Ofener Straße 5 53° 8′ 30″ N, 8° 12′ 21″ O  | Wohnhaus                            | Zweigeschossiges Wohnhaus auf Sockelgeschoss unter Walmdach. 1923/24 errichtet. | 37443180 | BW   |
| Ofener Straße 5a 53° 8′ 30″ N, 8° 12′ 20″ O | Wohnhaus                            | 1913/14 von Bauunternehmer und Zimmermeister F. Lübbers errichtet. | 37443202 | BW   |
| Ofener Straße 6 53° 8′ 30″ N, 8° 12′ 19″ O  | Wohnhaus                            | 1892 von Maurermeister Willers errichtetes zweigeschossiges Wohnhaus unter Walmdach, das 1901,1908 und 1909 durch Anbauten erweitert wurde. | 37443224 | BW   |
| Ofener Straße 7 53° 8′ 30″ N, 8° 12′ 19″ O  | Wohnhaus                            | 1898 von Architekt Diedrich Anton Willers als eigenes Wohnhaus errichtet. | 37443246 | BW   |
| Ofener Straße 8 53° 8′ 30″ N, 8° 12′ 18″ O  | Wohnhaus                            | 1894 von Diedrich Willers errichtetes Wohnhaus. | 37443268 | BW   |
| Ofener Straße 9 53° 8′ 30″ N, 8° 12′ 17″ O  | Wohnhaus                            | 1894 von Architekt Diedrich Willers errichtet. | 37443290 | BW   |
| Ofener Straße 12 53° 8′ 30″ N, 8° 12′ 15″ O | Wohnhaus                            | 1899 errichtetes, zweigeschossiges Wohnhaus unter Walmdach. Architekt: Ludwig Sievers. | 37443334 | BW   |
| Ofener Straße 15 53° 8′ 30″ N, 8° 12′ 11″ O | Artillerie-Kaserne (Zeughaus)       | 1864–67 von Hero Dietrich Hillerns errichtetes Zeughaus für die Artillerie-Kaserne. Dreigeschossiger Ziegelbau mit Lisenengliederung und Rundbogenfenstern. Fassade durch Lisenen in neun Wandfelder mit jeweils rundbogigen Zwillingsfenstern, im 2. OG Drillingsfenster gegliedert. Attikaabschluss erinnert an einen Wehrgang mit Schießscharten, Echauguetten und Maschikulis. Backsteinmauer an der Auguststraße. | 37455577 | BW   |
| Ofener Straße 15 53° 8′ 31″ N, 8° 12′ 8″ O  | Artillerie-Kaserne                  | 1845–47 erstes Gebäude der Artillerie-Kaserne auf dem Gebiet des ehem. Haarenvorwerks. Nach Entwürfen von Heinrich Strack als dreigeschossiger, verputzter Ziegelbau mit flachem Walmdach errichtet. 13-achsige Fassade mit Rundbogenfenstern, die drei äußeren enger zusammengerückt mit Lisenenrahmung. Quaderung im EG, Fassadengliederungdurch Sohlbankgesimes und Rundbogenfries an der Traufe.                   | 37455602 | BW   |
| Ofener Straße 17 53° 8′ 31″ N, 8° 12′ 5″ O  | Wohnhaus                            | 1895 von Diedrich Willers errichtetes zweigeschossiges Wohnhaus, Fassadengestaltung spiegelbildlich zu dem Wohnhaus Nr. 18. | 37443356 | BW   |
| Ofener Straße 18 53° 8′ 31″ N, 8° 12′ 4″ O  | Wohnhaus                            | 1895 von Diedrich Willers errichtetes zweigeschossiges Wohnhaus mit bauzeitlicher Einfriedung. Fassadengestaltung spiegelbildlich zu dem Wohnhaus Nr. 17. | 37443378 | BW   |
| Ofener Straße 19 53° 8′ 31″ N, 8° 12′ 2″ O  | Wohnhaus                            | Wohnhaus von Bauunternehmer Heinrich Wittholt, das er sich 1897-1900 nach eigenen Entwürfen errichtete. | 37422019 | BW   |
| Ofener Straße 20 53° 8′ 31″ N, 8° 12′ 0″ O  | Artilleriekaserne (Offizierskasino) | 1902 errichtetes Offizierskasino im Stil der Neorenaissance. Zweigeschossiger, verputzter Bau auf hohem Sockelgeschoss. Unregelmäßiger Baukörper mit Erkern, Ziergiebeln und verschiedenen Dachformen. Vorgarten. | 37455627 | BW   |
| Ofener Straße 25 53° 8′ 31″ N, 8° 11′ 55″ O | Wohnhaus                            | 1881/82 von Carl Spieske errichtetes Wohnhaus mit bauzeitlicher Einfriedung und Vorgarten. | 37422039 | BW   |
| Ofener Straße 26 53° 8′ 31″ N, 8° 11′ 55″ O | Wohnhaus                            | 1886 errichtetes Wohnhaus, 1912 um den Vorbau an der Ofener Straße (Ladengeschäft) erweitert. | 37422059 | BW   |